# 勝利投手
勝利投手（しょうりとうしゅ、Winning pitcher）とは、野球やソフトボールなどの試合において勝利チームの責任投手を指す。勝ち投手（かちとうしゅ）ともいう。

## 野球

### 規則
アメリカの野球規則委員会（THE OFFICIAL PLAYING RULES COMMITTEE）の"Official Baseball Rules"の9.17にある"Winning and Losing Pitcher"に定められている。日本でも公認野球規則9.17の「勝投手・敗投手の決定」に定められている（公認野球規則では「勝投手」の表記である）。基本的には、自チームのある時点での得点が決勝点となるように、守備面で貢献した投手が勝利投手となる。
先発投手に記録される勝利を特に先発勝利（せんぱつしょうり）、救援投手に記録される勝利を特に救援勝利（きゅうえんしょうり）という。投手の勝利数は、一般的には両者を合計したものを指す。
英語で投げることをハール(hurl)ともいい、投手をハーラー(hurler)ともいうことから、和製英語で勝利数争いのことを「ハーラーダービー」という。

#### 原則
以下、Official Baseball Rules（9.17）及び公認野球規則（9.17）について解説する（詳細については原文参照）。
- 9.17（a）
  - ある投手の登板中、あるいは代打者または代走者と交代して退いた回に、自チームがリードを奪い、しかもそのリードが試合終了まで保たれた場合、その投手が勝利投手になる。
  - ただし、次の場合はその限りではない。
    1. その投手が先発投手で、本条（b）が適用された場合。
※その先発投手が規定の投球回を満たしていない場合である（#先発投手参照）。
    2. 本条（c）が適用された場合。
※救援投手の登板中に勝ち越したが、その救援投手が少しの間しか投げず、その投球が効果的でなかった場合（最も効果的な投球をした救援投手が別にいる場合）である（#救援投手参照）。

勝利投手の決定に関しては試合中に同点になった時点でその試合が新たに始まったものとして扱う（9.17（a）原注。敗戦投手の決定に関する9.17（d）原注も同じ）。これは相手チームが一度リードしたならば、それまでの間に投球した投手はすべて勝利投手の対象から除外されることを意味する（9.17（a）原注）。野球のテレビ中継などでは「勝利投手の権利が消滅した」と表現される。ただし、リードしている相手チームに対して投球している間に、自チームが逆転して再びリードを取り戻し、それを最後まで維持したときは、その投手に勝利投手の記録が与えられる（9.17（a）原注）。

#### 先発投手
9.17（b）前段は、先発投手の投球回の要件（登板中に勝ち越した先発投手であっても勝利投手にならない場合）の規定である。
- 9.17（b）前段
  - 先発投手は、次の投球回を完了しなければ勝利投手とはならない。
    1. 勝利チームの守備が6回以上の試合では5回。
    2. 勝利チームの守備が5回（6回未満）の試合では4回。※天災などでコールドゲームが宣告された試合など

なお、投手の指標としてクオリティ・スタート（QS）があり、先発投手として6回以上を投げ、自責点3点以内に抑えたときに記録される。勝利数とクオリティ・スタートのそれぞれの指標の評価については様々な見方がある（クオリティ・スタート参照）。

#### 救援投手
9.17（b）後段は、先発投手が投球回の要件を満たさないため、救援投手に勝利投手の記録が与えられる場合の規定である。
- 9.17（b）後段
  - 先発投手が本項を満たさないために救援投手に勝利投手の記録が与えられる場合は、救援投手が1人であればその投手を勝利投手とする。救援投手が複数であれば、投球イニングが他の投手より1イニング以上多い投手がいる時はその救援投手を勝利投手とする。投球イニングが同じか、もしくは差が1イニング未満の場合は最も効果的な投球をしたと公式記録員が判断した1人の投手を勝利投手とする[4]。この時、2人以上の投手が同程度に効果的な投球をした場合は、原則的に先に登板した投手が勝利投手となる[5]。

ただし、勝利投手は最も効果的な投球をした投手に与えられることから（9.17（b）原注）、9.17（c）には次のような規定がある。
- 9.17（c）
  - 救援投手が少しの間投げただけで、かつその投球が効果的でなく、続いて登板した救援投手の中にリードを保つのに十分に効果的な投球をした投手がいた場合には、続いて登板した救援投手の中で最も効果的な投球をしたと記録員が判断した投手が勝利投手となる。

救援投手の登板中に勝ち越した場合は、その投手の投球イニングが1イニング以上であれば無条件で勝利投手になるが、投球イニングが1イニング未満で、かつ前任投手の残した走者を含む2失点以上した場合は原則として勝利投手になれない。
複数の救援投手から勝利投手を選ぶ際には、失点、自責点、得点させた走者数、試合の流れが考慮され、2人以上の投手が同程度に効果的な投球をした場合には先に登板した投手に勝利投手を与えるべきとする（9.17（b）原注。9.17（c）原注は複数の救援投手から勝利投手を選ぶ際にはこの9.17（b）原注が参考になるとする）。
なお、救援投手にセーブが付くには勝利投手の記録を得なかったことが必要である（Official Baseball Rules（9.19）及び公認野球規則（9.19））。
NPBにおいては複数の救援投手から勝利投手を選ぶ際、まず最も投球回数の長い投手とその投手との投球回数の差が1回未満の投手に絞り込まれ、該当する救援投手が複数名の場合、セーブの有無（セーブ条件を満たしている投手がいれば勝利よりも優先してセーブの記録を与える）、投球内容、登板時の得点差、先任優先の原則などに基づいて勝利投手が決定される。

#### 勝利投手の決定
サヨナラゲームとなった場合には、最終回の表（または延長回の表）に登板した最後の投手は無条件で勝利投手となる。また、先攻のチームでも最終回や延長で勝ち越した回の裏をリードを保ったまま終えれば、その直前まで投げていた投手が勝利投手になる。特にこうした例についてはアウトを1つ取っただけで勝利投手となることもあり、その球数の少なさが話題となることもある（「1球勝利投手」など）。
更に稀な例として、登板時点で既に出塁していた走者を牽制球でアウト、または盗塁失敗でアウトにしてイニングを終了させ、直後の攻撃で勝ち越すと、どの打者との対戦をも完了しないまま勝利投手となることができる。日本プロ野球では過去に2例ある。さらに、打者に全く投球せずに勝利投手となることも有り得る（例えば二死一塁の場面で登板し、打者に1球目を投げる前に一塁走者を牽制球でアウトにし、直後の攻撃で決勝点が入った場合）。この0球勝利は、メジャーリーグベースボール (MLB) では2003年5月1日にボルチモア・オリオールズのB・J・ライアンがデトロイト・タイガース戦で記録している。日本プロ野球ではまだ0球勝利は記録されていない。
戦前は勝利投手の認定に曖昧な部分があった。ヴィクトル・スタルヒンは1939年にシーズン42勝を記録したが、戦後になりスタルヒンが勝利投手とならない例が2試合あり、一旦40勝と訂正された。しかし1961年に稲尾和久がシーズン42勝を記録した際に論議が起こり、翌年に「後から見たときにおかしな部分が存在しても、当時の公式記録員の判断は尊重されるべき」というコミッショナー裁定が出され、元の42勝に再訂正された。MLBでもチャールズ・ラドボーンが1884年に達成したシーズン60勝について、同年7月28日の試合では6回から9回の4イニングを無失点に抑えたが、6回以降に味方がリードした状況での登板であったことから先発投手に勝ち星がつくものとされたことで59勝とする文献も存在する。
野球規則（Official Baseball Rules9.02、日本の公認野球規則9.02）は公式記録の報告書（Official Scorer Report）について定めており、勝利投手名（ウイニングピッチャー、W）はその細目に記録される。
- コールドゲーム
  - コールドゲームが正式試合となった場合、勝利投手名も含めて試合終了となるまでに記録された個人とチームとの記録を、すべて公式記録に算入する（同規則9.03（e））。
- フォーフィッテッドゲーム（没収試合）
  - 勝利を得たチームが、相手チームよりも多くの得点を記録していたときには、勝利投手も公式記録に算入する（同規則9.03（e））。
  - 勝利を得たチームが、相手チームよりも得点が少ないか等しいときは、勝利投手は記録されない（同規則9.03（e））。
  - 試合が正式試合となる前にフォーフィッテッドゲームになった場合には、勝利投手も含めてすべての記録は公式記録に算入されない（同規則9.03（e））。

#### オールスターゲーム等の特例
アメリカ野球規則委員会のOfficial Baseball Rulesの9.17（e）はMLBオールスターゲームなどの"non-championship game"の特例を定めている。日本の公認野球規則9.17（e）にも同様の規定があり、オールスターゲームとオープン戦の勝利投手は、9.17(e)により原則として先発・救援の区別なくチームが最終的な勝ち越し点を挙げた当時に投球していた投手を勝利投手とする。この特例はワールド・ベースボール・クラシックにも適用されている。

#### 現代の『勝利投手』の記録としての価値
上記の『勝利投手』の規則は、多くの投手が先発完投型だった遥か昔の定められたものであり、特に投手分業制が一般的となった現代では先発が勝利投手となるには運の要素が強く、メジャーリーグベースボール (MLB)において勝利数は現代の投手を評価する際には参考程度に留まり、代わりにQS率やWHIPなどの指標が重視される。日本においてはMLBと比べ先発が長いイニングを投げることや他の指標の認知度の低さなどもあり勝利数を重視するメディアやファンも少なくないが、それでも勝利数によって先発投手を評価するのは無理があるという考えも浸透してきている。(例として2023年に中日ドラゴンズの柳裕也選手は規定投球回に達したセ・リーグ選手12人の中でリーグ6位の防御率2.44を記録したが、勝利数は僅か4と非常に少なく本拠地に限っては未勝利だったことが話題となった)

### 日本野球機構

#### 通算記録
| 順位 | 選手名     | 勝利 |
| ---- | ---------- | ---- |
| 1    | 金田正一   | 400  |
| 2    | 米田哲也   | 350  |
| 3    | 小山正明   | 320  |
| 4    | 鈴木啓示   | 317  |
| 5    | 別所毅彦   | 310  |
| 6    | スタルヒン | 303  |
| 7    | 山田久志   | 284  |
| 8    | 稲尾和久   | 276  |
| 9    | 梶本隆夫   | 254  |
| 10   | 東尾修     | 251  |

| 順位 | 選手名   | 勝利 |
| ---- | -------- | ---- |
| 11   | 野口二郎 | 237  |
| 11   | 若林忠志 | 237  |
| 13   | 工藤公康 | 224  |
| 14   | 村山実   | 222  |
| 15   | 皆川睦雄 | 221  |
| 16   | 山本昌   | 219  |
| 17   | 杉下茂   | 215  |
| 17   | 村田兆治 | 215  |
| 19   | 北別府学 | 213  |
| 20   | 中尾碩志 | 209  |

- 記録は2024年シーズン終了時[14]

#### シーズン記録
| 順位 | 選手名   | 所属球団           | 勝利 | 記録年 | 備考           |
| ---- | -------- | ------------------ | ---- | ------ | -------------- |
| 1    | 須田博   | 東京巨人軍         | 42   | 1939年 |                |
| 1    | 稲尾和久 | 西鉄ライオンズ     | 42   | 1961年 | パ・リーグ記録 |
| 3    | 野口二郎 | 大洋軍             | 40   | 1942年 |                |
| 4    | 真田重男 | 松竹ロビンス       | 39   | 1950年 | セ・リーグ記録 |
| 5    | 須田博   | 東京巨人軍         | 38   | 1940年 |                |
| 5    | 杉浦忠   | 南海ホークス       | 38   | 1959年 |                |
| 7    | 稲尾和久 | 西鉄ライオンズ     | 35   | 1957年 |                |
| 7    | 権藤博   | 中日ドラゴンズ     | 35   | 1961年 |                |
| 9    | 藤本英雄 | 東京巨人軍         | 34   | 1943年 |                |
| 10   | 野口二郎 | 東京セネタース     | 33   | 1939年 |                |
| 10   | 野口二郎 | 翼軍               | 33   | 1940年 |                |
| 10   | 別所毅彦 | 読売ジャイアンツ   | 33   | 1952年 |                |
| 10   | 稲尾和久 | 西鉄ライオンズ     | 33   | 1958年 |                |
| 10   | 小野正一 | 毎日大映オリオンズ | 33   | 1960年 |                |

- 記録は2024年シーズン終了時[15]

#### 連続勝利記録
連続勝利は、敗戦投手にならない限り中断されない。間にセーブや引き分け、勝敗なしが入っても継続される。
| 通算記録 | 通算記録   | 通算記録 | 通算記録      | 通算記録       |
| 順位     | 選手名     | 記録     | 開始日        | 最終勝利日     |
| -------- | ---------- | -------- | ------------- | -------------- |
| 1        | 田中将大   | 28       | 2012年8月26日 | 2013年10月8日  |
| 2        | 松田清     | 20       | 1951年5月23日 | 1952年3月22日  |
| 2        | 稲尾和久   | 20       | 1957年7月18日 | 1957年10月1日  |
| 4        | 御園生崇男 | 18       | 1937年7月3日  | 1938年6月4日   |
| 4        | 須田博     | 18       | 1940年8月7日  | 1940年11月17日 |
| 4        | 中田良弘   | 18       | 1981年7月21日 | 1985年8月11日  |
| 4        | 山本由伸   | 18       | 2021年5月28日 | 2022年4月9日   |

| シーズン記録 | シーズン記録 | シーズン記録 | シーズン記録 | シーズン記録 |
| 順位         | 選手名       | 所属球団     | 記録         | 記録年       |
| ------------ | ------------ | ------------ | ------------ | ------------ |
| 1            | 田中将大     | 楽天         | 24           | 2013年       |
| 2            | 稲尾和久     | 西鉄         | 20           | 1957年       |
| 3            | 松田清       | 巨人         | 19           | 1951年       |
| 4            | 須田博       | 巨人         | 18           | 1940年       |
| 5            | 斉藤和巳     | ダイエー     | 16           | 2003年       |

#### 救援勝利記録
通算勝利数のうち、救援勝利の数。
| 順位 | 選手名   | 勝利 |
| ---- | -------- | ---- |
| 1    | 金田正一 | 132  |
| 2    | 稲尾和久 | 108  |
| 3    | 荒巻淳   | 98   |
| 4    | 米田哲也 | 90   |
| 5    | 秋山登   | 89   |
| 6    | 皆川睦雄 | 88   |
| 7    | 鹿取義隆 | 85   |
| 8    | 梶本隆夫 | 83   |
| 9    | 杉下茂   | 82   |
| 10   | 杉浦忠   | 75   |

- シーズン最多救援勝利：小野正一（大毎：1960年）21勝

#### 1球勝利投手
| 選手名         | 所属球団     | 記録日         | 対戦相手     | 備考                                                         |
| -------------- | ------------ | -------------- | ------------ | ------------------------------------------------------------ |
| G.ミケンズ     | 近鉄         | 1963年8月21日  | 南海         | 日本プロ野球史上初、パ・リーグ初                             |
| 板東英二       | 中日         | 1966年8月26日  | 巨人         | セ・リーグ初、日本人初                                       |
| 菅原勝矢       | 巨人         | 1967年8月15日  | 阪神         |                                                              |
| 安仁屋宗八     | 広島         | 1968年6月30日  | 阪神         |                                                              |
| 宮本洋二郎     | 広島         | 1971年5月13日  | ヤクルト     |                                                              |
| 高橋里志       | 近鉄         | 1985年4月25日  | 南海         |                                                              |
| 土屋正勝       | ロッテ       | 1986年5月10日  | 西武         |                                                              |
| 弓長起浩       | 阪神         | 1993年10月21日 | 広島         |                                                              |
| 落合英二       | 中日         | 1999年7月11日  | 阪神         | 1球敗戦、1球セーブ、1球ホールドも記録                        |
| 森中聖雄       | 横浜         | 2000年5月25日  | 巨人         |                                                              |
| 吉田修司       | ダイエー     | 2000年6月2日   | ロッテ       |                                                              |
| 葛西稔         | 阪神         | 2000年8月3日   | 中日         |                                                              |
| 山﨑貴弘       | ロッテ       | 2001年5月29日  | ダイエー     | プロ初勝利かつプロ唯一の勝利                                 |
| 後藤光貴       | 西武         | 2001年7月27日  | 日本ハム     | プロ初勝利                                                   |
| 愛敬尚史       | 近鉄         | 2001年9月24日  | 西武         |                                                              |
| 林昌樹         | 広島         | 2003年10月12日 | ヤクルト     | プロ初勝利                                                   |
| 小野晋吾       | ロッテ       | 2004年4月28日  | ダイエー     |                                                              |
| 土肥義弘       | 横浜         | 2004年7月7日   | 巨人         |                                                              |
| 岡島秀樹       | 巨人         | 2004年7月27日  | 広島         |                                                              |
| 山﨑健         | ロッテ       | 2005年6月11日  | 中日         | セ・パ交流戦初                                               |
| 五十嵐亮太     | ヤクルト     | 2006年5月2日   | 広島         |                                                              |
| 石井貴         | 西武         | 2006年8月1日   | ロッテ       |                                                              |
| 平井正史       | 中日         | 2007年7月31日  | 広島         |                                                              |
| 江尻慎太郎     | 日本ハム     | 2007年8月12日  | 西武         |                                                              |
| C.ニコースキー | ソフトバンク | 2007年9月7日   | オリックス   | 来日初勝利、史上初めて日米両国で記録                         |
| 佐竹健太       | 楽天         | 2008年10月7日  | ソフトバンク |                                                              |
| 小林正人       | 中日         | 2009年4月24日  | 巨人         | 同年中に2球勝利も記録                                        |
| 清水章夫       | オリックス   | 2009年8月25日  | 日本ハム     |                                                              |
| 真田裕貴       | 横浜         | 2010年8月1日   | ヤクルト     |                                                              |
| 渡辺恒樹       | ヤクルト     | 2010年8月10日  | 巨人         |                                                              |
| 石井裕也       | 日本ハム     | 2011年8月8日   | 楽天         | 同月中に2球勝利も記録                                        |
| 山村宏樹       | 楽天         | 2011年8月25日  | 日本ハム     |                                                              |
| 谷元圭介       | 日本ハム     | 2012年5月20日  | 広島         |                                                              |
| 田島慎二       | 中日         | 2013年8月31日  | 巨人         |                                                              |
| 土田瑞起       | 巨人         | 2014年6月15日  | 楽天         | プロ初勝利                                                   |
| 金田和之       | 阪神         | 2014年7月22日  | 巨人         |                                                              |
| 横山貴明       | 楽天         | 2014年8月30日  | ソフトバンク | プロ初登板初勝利かつプロ唯一の勝利、打者をアウトにせずに達成 |
| 益田直也       | ロッテ       | 2014年9月9日   | 西武         | 1球セーブも記録                                              |
| 金刃憲人       | 楽天         | 2016年6月11日  | 広島         |                                                              |
| 金刃憲人       | 楽天         | 2016年6月25日  | ソフトバンク | 通算2度目、及び、シーズン2度目は日本プロ野球初               |
| 島本浩也       | 阪神         | 2016年7月24日  | 広島         | プロ初勝利                                                   |
| 松永昂大       | ロッテ       | 2018年7月10日  | 西武         |                                                              |
| 酒居知史       | ロッテ       | 2019年3月29日  | 楽天         | 開幕戦初                                                     |
| 塹江敦哉       | 広島         | 2021年9月9日   | 中日         |                                                              |
| 菊池保則       | 広島         | 2021年9月26日  | DeNA         |                                                              |
| 今野龍太       | ヤクルト     | 2021年10月1日  | 広島         |                                                              |
| 勝野昌慶       | 中日         | 2023年3月31日  | 巨人         | 開幕戦セ・リーグでは初                                       |
| 大津亮介       | ソフトバンク | 2023年6月18日  | 阪神         | プロ初勝利                                                   |
| 吉田輝星       | オリックス   | 2024年6月29日  | ロッテ       | 移籍後初勝利                                                 |

#### 5イニング未満の投球で勝利投手になった先発投手
- 榎原好（毎日） - 1950年7月16日、西鉄戦、4回を1失点
- 佐藤平七（毎日） - 1950年10月19日、西鉄戦、4回を無失点
- 星野武男（毎日） - 1951年4月10日、近鉄戦、4回2/3を0失点
- 藤村富美男（大阪） - 1951年10月7日、大洋戦、4回を無失点
- 緒方俊明（東急） - 1952年5月5日、西鉄戦、4回を無失点
- 清水宏員（毎日） - 1952年9月23日、大映戦、4回を1失点
- 北原啓（西鉄） - 1954年7月21日、東映戦、4回を無失点
- 阿部八郎（阪急） - 1954年8月11日、南海戦、4回を1失点

以下はいずれも当該試合がコールドゲームになったもの。
- 杉本正（西武） - 1981年8月22日、南海戦、4回1/3を3失点
- 柴田保光（西武） - 1982年10月2日、日本ハム戦、4回0/3を6失点
- 田之上慶三郎（ダイエー） - 1997年10月4日、西武戦、4回を3失点
- 川越英隆（オリックス） - 2000年5月9日、近鉄戦、4回0/3を8失点
- 関根裕之（日本ハム） - 2000年8月22日、オリックス戦、4回を1失点
- アリエル・ミランダ（ソフトバンク） - 2019年5月19日、日本ハム戦、4回を2失点

#### 対戦打者0の勝利投手
打者との対戦が終了せずに勝利投手になったもの。
- 小林雅英（ロッテ） - 2000年7月2日、オリックス戦
同点の8回、オリックス二死一塁の場面で登板。打者小川博文への2球目が暴投となり、それを見た一塁走者のイチローが三塁を狙ったものの、捕手の清水将海の三塁送球でタッチアウトにし攻守交代。直後、ロッテが1点を勝ち越し、9回はブライアン・ウォーレンが登板してそのまま試合に勝利したため、小林はNPB史上初の対戦打者0の勝利投手となった[18]。
- 久古健太郎（ヤクルト） - 2014年5月3日、阪神戦
同点の8回、阪神二死一塁の場面で登板。打者鳥谷敬に4球を投じたが、走者の大和が一塁を飛び出しており、牽制タッチアウトにして攻守交代。直後、ヤクルトが4点を勝ち越し、9回は山本哲哉が登板してそのまま試合に勝利したため、久古がセ・リーグ初の対戦打者0の勝利投手となった[19]。

#### 連続シーズン勝利
| 選手名   | 記録達成時の所属球団   | 記録 | 記録年        | 備考                         |
| -------- | ---------------------- | ---- | ------------- | ---------------------------- |
| 工藤公康 | 横浜ベイスターズ       | 23   | 1985年-2007年 |                              |
| 山本昌   | 中日ドラゴンズ         | 23   | 1988年-2010年 |                              |
| 三浦大輔 | 横浜DeNAベイスターズ   | 23   | 1993年-2015年 |                              |
| 石川雅規 | 東京ヤクルトスワローズ | 24   | 2002年-2025年 | 新人から23年連続は当記録のみ |

### メジャーリーグベースボール

#### 通算記録
| 順位 | 選手名                   | 勝利 |
| ---- | ------------------------ | ---- |
| 1    | サイ・ヤング             | 511  |
| 2    | ウォルター・ジョンソン   | 417  |
| 3    | ピート・アレクサンダー   | 373  |
| 3    | クリスティ・マシューソン | 373  |
| 5    | パッド・ガルヴィン       | 365  |
| 6    | ウォーレン・スパーン     | 363  |
| 7    | キッド・ニコルズ         | 361  |
| 8    | グレッグ・マダックス     | 355  |
| 9    | ロジャー・クレメンス     | 354  |
| 10   | ティム・キーフ           | 342  |
| 11   | スティーブ・カールトン   | 329  |
| 12   | ジョン・クラークソン     | 328  |
| 13   | エディ・プランク         | 326  |
| 14   | ノーラン・ライアン       | 324  |
| 14   | ドン・サットン           | 324  |
| 16   | フィル・ニークロ         | 318  |
| 17   | ゲイロード・ペリー       | 314  |
| 18   | トム・シーバー           | 311  |
| 19   | チャールズ・ラドボーン   | 309  |
| 20   | ミッキー・ウェルチ       | 307  |

- 記録は2024年シーズン終了時[21]

#### シーズン記録
| 順位                         | 選手名                     | 所属球団                       | 勝利 | 記録年 |
| ---------------------------- | -------------------------- | ------------------------------ | ---- | ------ |
| 1                            | チャールズ・ラドボーン     | プロビデンス・グレイズ         | 60   | 1884年 |
| 2                            | ジョン・クラークソン       | シカゴ・ホワイトストッキングス | 53   | 1885年 |
| 3                            | ガイ・ヘッカー             | ルイビル・エクリプス           | 52   | 1884年 |
| 4                            | ジョン・クラークソン       | ボストン・ビーンイーターズ     | 49   | 1889年 |
| 5                            | チャールズ・ラドボーン     | プロビデンス・グレイズ         | 48   | 1883年 |
| 5                            | チャーリー・バフィントン   | ボストン・ビーンイーターズ     | 48   | 1884年 |
| 7                            | アルバート・スポルディング | シカゴ・ホワイトストッキングス | 47   | 1876年 |
| 7                            | モンテ・ウォード           | プロビデンス・グレイズ         | 47   | 1879年 |
| 9                            | パッド・ガルヴィン         | バッファロー・バイソンズ       | 46   | 1883年 |
| 9                            | パッド・ガルヴィン         | バッファロー・バイソンズ       | 46   | 1884年 |
| 9                            | マット・キルロイ           | ボルチモア・オリオールズ       | 46   | 1887年 |
| 記録は2024年シーズン終了時点 |                            |                                |      |        |

ナ・リーグ創設以前の参考記録
- エイサ・ブレイナード：65勝 （1869年）
- アルバート・スポルディング：52勝（1874年）、54勝（1875年）

※いずれも勝利数には諸説あり
| 20世紀以降 | 20世紀以降                 | 20世紀以降                   | 20世紀以降 | 20世紀以降 |
| 順位       | 選手名                     | 所属球団                     | 勝利       | 記録年     |
| ---------- | -------------------------- | ---------------------------- | ---------- | ---------- |
| 1          | ジャック・チェスブロ       | ニューヨーク・ハイランダース | 41         | 1904年     |
| 2          | エド・ウォルシュ           | シカゴ・ホワイトソックス     | 40         | 1908年     |
| 3          | クリスティ・マシューソン   | ニューヨーク・ジャイアンツ   | 37         | 1908年     |
| 4          | ウォルター・ジョンソン     | ワシントン・セネタース       | 36         | 1913年     |
| 5          | ジョー・マクギニティ       | ニューヨーク・ジャイアンツ   | 35         | 1904年     |
| 6          | スモーキー・ジョー・ウッド | ボストン・レッドソックス     | 34         | 1912年     |
| 7          | サイ・ヤング               | ボストン・アメリカンズ       | 33         | 1901年     |
| 7          | クリスティ・マシューソン   | ニューヨーク・ジャイアンツ   | 33         | 1904年     |
| 7          | ウォルター・ジョンソン     | ワシントン・セネタース       | 33         | 1912年     |
| 7          | ピート・アレクサンダー     | フィラデルフィア・フィリーズ | 33         | 1916年     |

- 記録は2024年シーズン終了時点[23]

| ライブボール時代以降 | ライブボール時代以降       | ライブボール時代以降             | ライブボール時代以降 | ライブボール時代以降 | ライブボール時代以降       |
| 順位                 | 選手名                     | 所属球団                         | 勝利                 | 記録年               | 備考                       |
| -------------------- | -------------------------- | -------------------------------- | -------------------- | -------------------- | -------------------------- |
| 1                    | ジム・バグビー             | クリーブランド・インディアンス   | 31                   | 1920年               | ア・リーグ記録             |
| 1                    | レフティ・グローブ         | フィラデルフィア・アスレチックス | 31                   | 1931年               | ア・リーグ記録、左投手記録 |
| 1                    | デニー・マクレイン         | デトロイト・タイガース           | 31                   | 1968年               | ア・リーグ記録             |
| 4                    | ディジー・ディーン         | セントルイス・カージナルス       | 30                   | 1934年               | ナ・リーグ記録             |
| 5                    | ハル・ニューハウザー       | デトロイト・タイガース           | 29                   | 1944年               |                            |
| 6                    | ダジー・ヴァンス           | ブルックリン・ロビンス           | 28                   | 1924年               |                            |
| 6                    | レフティ・グローブ         | フィラデルフィア・アスレチックス | 28                   | 1930年               |                            |
| 6                    | ディジー・ディーン         | セントルイス・カージナルス       | 28                   | 1935年               |                            |
| 6                    | ロビン・ロバーツ           | フィラデルフィア・フィリーズ     | 28                   | 1952年               |                            |
| 10                   | ピート・アレクサンダー     | シカゴ・カブス                   | 27                   | 1920年               |                            |
| 10                   | カール・メイズ             | ニューヨーク・ヤンキース         | 27                   | 1921年               |                            |
| 10                   | アーバン・ショッカー       | セントルイス・ブラウンズ         | 27                   | 1921年               |                            |
| 10                   | エディ・ロンメル           | フィラデルフィア・アスレチックス | 27                   | 1922年               |                            |
| 10                   | ドルフ・ルケ               | シンシナティ・レッズ             | 27                   | 1923年               |                            |
| 10                   | ジョージ・ウール           | クリーブランド・インディアンス   | 27                   | 1926年               |                            |
| 10                   | バッキー・ウォルターズ     | シンシナティ・レッズ             | 27                   | 1939年               |                            |
| 10                   | ボブ・フェラー             | クリーブランド・インディアンス   | 27                   | 1940年               |                            |
| 10                   | ディジー・トラウト         | デトロイト・タイガース           | 27                   | 1944年               | 最多勝以外では歴代最多     |
| 10                   | ドン・ニューカム           | ロサンゼルス・ドジャース         | 27                   | 1956年               |                            |
| 10                   | サンディー・コーファックス | ロサンゼルス・ドジャース         | 27                   | 1966年               | ナ・リーグ左投手記録       |
| 10                   | スティーブ・カールトン     | フィラデルフィア・フィリーズ     | 27                   | 1972年               | ナ・リーグ左投手記録       |
| 10                   | ボブ・ウェルチ             | オークランド・アスレチックス     | 27                   | 1990年               | MLB最後の25勝投手          |

- 記録は2024年シーズン終了時点[30]

#### その他の記録
0球勝利
- ニック・アルトロック（シカゴ・ホワイトソックス） - 1906年、日付・対戦相手不明[31]
- B・J・ライアン（ボルチモア・オリオールズ） - 2003年5月1日、デトロイト・タイガース戦
- ショーン・ニューカム（オークランド・アスレチックス - 2024年6月21日、ミネソタ・ツインズ戦

## ソフトボール
ソフトボールのルールでは12-16項に勝利投手の規定がある（詳細については原文参照）。
- 先発投手の場合
  - 少なくとも4回まで投球を完了し、交代時に自チームがリードしているだけでなく、タイまたはビハインドになることなくリードが試合終了まで維持されること。
  - 5回または6回で試合が終了した場合、少なくとも3回まで投球を完了し、交代時に自チームがリードしているだけでなく、タイまたはビハインドになることなくリードが維持されること。
- 救援投手の場合
  - 先発投手が本項1または2の条件を満たさず、2人以上の救援投手が出場した場合、勝利のために最も有効な投球を行った投手を勝利投手とする。